# Nino Tjcheidze
Nino Tjcheidze (georgiska: ნინო  ჩხეიძე), född 6 juni 1981 i Tbilisi, är en georgisk popsångerska med laziskt påbrå.

## Biografi
Tjcheidze föddes i Georgiens huvudstad Tbilisi 6 juni 1981. Hennes far är ekonomen Giorgi Tjcheidze och hennes mor är matematikern Ketevan Kotjiasjvili. Tjcheidze har en bror, Dimitri Tjcheidze.
1999 gick Tjcheidze ut ur musikgrundskolan i Tbilisi. Samma år släppte hon sin första låt, "My Heart Is Yours". 2002 graduerade hon vid Tbilisis universitet vid journalistiska fakulteten. 2006 släppte hon sitt debutalbum som innehöll 12 låtar och året därpå släpptes hennes andra album. 2008 släppte hon två album.

## Privatliv
Tjcheidze gifte sig den 1 december 2002 med Giorgi Korachasjvili och 2004 fick de en dotter tillsammans, Mariam Korachasjvili.